# Mathewsia foliosa
Mathewsia foliosa là một loài thực vật có hoa trong họ Cải. Loài này được Hook. & Arn. mô tả khoa học đầu tiên năm 1832.